# Antonina Leśniak-Osadkowska
Antonina Leśniak-Osadkowska (ur. 1945) – nauczycielka, długoletnia dyrektorka Samorządowej Szkoły Podstawowej w Międzylesiu, radna i przewodnicząca Rady Miasta i Gminy Międzylesie. 
Od 1970 zatrudniona jako nauczycielka języka polskiego w szkole podstawowej w Międzylesiu. 
W latach 1976–2005 pełniła odpowiedzialną funkcję dyrektora Samorządowej Szkoły Podstawowej w Międzylesiu. 
W 1994 została wybrana radną. W latach 1994–2002 stała na czele Rady Miasta i Gminy Międzylesie, pełniąc funkcję przewodniczącej.
W 2005 z okazji 60-lecia szkoły podstawowej wydała publikację współautorską pt. Dzieje Samorządowej Szkoły Podstawowej w Międzylesiu 1945-2005, w której opracowała 12 spośród 20 zagadnień problemowych. W 2005 odeszła na emeryturę.